# Piasecznia
Piasecznia – wieś sołecka w Polsce położona w województwie mazowieckim, w powiecie ostrołęckim, w gminie Kadzidło.
Dawniej Piaseczna. 
Wierni Kościoła rzymskokatolickiego należą do parafii Parafia Ducha Świętego w Kadzidle

## Historia
W latach 1921–1939 wieś leżała w województwie białostockim, w powiecie ostrołęckim, w gminie Dylewo, a od 1931 w gminie Kadzidło.
Według Powszechnego Spisu Ludności z 1921 roku wieś zamieszkiwało 336 osób w 50 budynkach mieszkalnych. Miejscowość należała do parafii rzymskokatolickiej w Kadzidle. Podlegała pod Sąd Grodzki w Myszyńcu i Okręgowy w Łomży; właściwy urząd pocztowy mieścił się w m. Kadzidło.
W wyniku agresji niemieckiej we wrześniu 1939 wieś znalazła się pod okupacją niemiecką. Od 1939 do wyzwolenia w 1945 włączona w skład Landkreis Scharfenwiese, rejencji ciechanowskiej Prus Wschodnich III Rzeszy.
W latach 1975–1998 miejscowość administracyjnie należała do województwa ostrołęckiego.
Z Piaseczni pochodzi znana kurpiowska artystka Apolonia Nowak. W pobliżu wsi znajduje się jedno z największych torfowisk wysokich w Polsce.
W Piaseczni znajdują się też żelbetonowe ruiny młyna i tartaku, zbudowane w okresie międzywojennym, do napędu których zastosowano, przywiezioną z Ameryki przez Prusaczyka pierwszą tak nowoczesną maszynę parową. W czasie II wojny urządzenia te zostały przez Niemców zrabowane, a właściciel rozstrzelany.